# Zeeland (Michigan)
Zeeland – miasto w Stanach Zjednoczonych, w stanie Michigan, w hrabstwie Ottawa.